# Messimy-sur-Saône
Messimy-sur-Saône és un municipi francès situat al departament de l'Ain i a la regió d'Alvèrnia-Roine-Alps. L'any 2007 tenia 1.131 habitants.

## Demografia

### Població
El 2007 la població de fet de Messimy-sur-Saône era de 1.131 persones. Hi havia 414 famílies de les quals 76 eren unipersonals (34 homes vivint sols i 42 dones vivint soles), 129 parelles sense fills, 186 parelles amb fills i 23 famílies monoparentals amb fills.
La població ha evolucionat segons el següent gràfic:
Habitants censats

### Habitatges
El 2007 hi havia 494 habitatges, 418 eren l'habitatge principal de la família, 54 eren segones residències i 22 estaven desocupats. 452 eren cases i 28 eren apartaments. Dels 418 habitatges principals, 357 estaven ocupats pels seus propietaris, 47 estaven llogats i ocupats pels llogaters i 13 estaven cedits a títol gratuït; 5 tenien una cambra, 16 en tenien dues, 45 en tenien tres, 95 en tenien quatre i 258 en tenien cinc o més. 350 habitatges disposaven pel capbaix d'una plaça de pàrquing. A 142 habitatges hi havia un automòbil i a 258 n'hi havia dos o més.

### Piràmide de població
La piràmide de població per edats i sexe el 2009 era:
| Homes | Edats   | Dones |
| ----- | ------- | ----- |
| 0     | 95 o +  | 0     |
| 0     | 90 a 94 | 0     |
| 8     | 85 a 89 | 4     |
| 8     | 80 a 84 | 4     |
| 12    | 75 a 79 | 24    |
| 24    | 70 a 74 | 12    |
| 16    | 65 a 69 | 32    |
| 20    | 60 a 64 | 4     |
| 24    | 55 a 59 | 24    |
| 32    | 50 a 54 | 36    |
| 40    | 45 a 49 | 56    |
| 48    | 40 a 44 | 24    |
| 44    | 35 a 39 | 48    |
| 40    | 30 a 34 | 40    |
| 12    | 25 a 29 | 8     |
| 28    | 20 a 24 | 4     |
| 32    | 15 a 19 | 24    |
| 36    | 10 a 14 | 36    |
| 36    | 5 a 9   | 32    |
| 24    | 0 a 4   | 16    |

## Economia
El 2007 la població en edat de treballar era de 724 persones, 563 eren actives i 161 eren inactives. De les 563 persones actives 536 estaven ocupades (270 homes i 266 dones) i 26 estaven aturades (15 homes i 11 dones). De les 161 persones inactives 71 estaven jubilades, 43 estaven estudiant i 47 estaven classificades com a «altres inactius».

### Ingressos
El 2009 a Messimy-sur-Saône hi havia 429 unitats fiscals que integraven 1.162 persones, la mediana anual d'ingressos fiscals per persona era de 21.345 €.

### Activitats econòmiques
Dels 60 establiments que hi havia el 2007, 1 era d'una empresa alimentària, 1 d'una empresa de fabricació de material elèctric, 3 d'empreses de fabricació d'altres productes industrials, 18 d'empreses de construcció, 8 d'empreses de comerç i reparació d'automòbils, 1 d'una empresa de transport, 4 d'empreses d'hostatgeria i restauració, 2 d'empreses d'informació i comunicació, 2 d'empreses financeres, 6 d'empreses immobiliàries, 10 d'empreses de serveis i 4 d'empreses classificades com a «altres activitats de serveis».
Dels 17 establiments de servei als particulars que hi havia el 2009, 1 era un taller de reparació d'automòbils i de material agrícola, 3 paletes, 4 guixaires pintors, 1 fusteria, 3 lampisteries, 1 electricista, 2 perruqueries, 1 restaurant i 1 agència immobiliària.
L'únic establiment comercial que hi havia el 2009 era una botiga de mobles.
L'any 2000 a Messimy-sur-Saône hi havia 11 explotacions agrícoles que ocupaven un total de 376 hectàrees.

## Equipaments sanitaris i escolars
El 2009 hi havia una escola elemental.

## Poblacions més properes
El següent diagrama mostra les poblacions més properes.